# شهرداری اسکروندا
شهرداری اسکروندا (به لاتین: Skrunda Municipality) یک شهرداری در لتونی است. شهرداری اسکروندا ۶٬۰۵۷ نفر جمعیت دارد.